# Коцюбинська селищна рада
Коцюби́нська се́лищна ра́да — адміністративно-територіальна одиниця та орган місцевого самоврядування у складі Ірпінської міської ради Київської області. Адміністративний центр — селище міського типу Коцюбинське.

## Загальні відомості
- Коцюбинська селищна рада утворена в 1941 році.
- Територія ради: 0,87 км²
- Населення ради: 15 488 осіб (станом на 2015 рік)[1]

## Населені пункти
Селищній раді підпорядковані населені пункти:
- смт Коцюбинське

## Склад ради
Рада складається з 26 депутатів та голови.
- Виконувач обов'язків голови ради: Даніш Сергій Павлович (голова фракції партії "Нові обличчя" в Коцюбинському)
- Секретар ради: відсутній

### Керівний склад попередніх скликань
| ПІБ                          | Основні відомості                                                                               | Дата обрання | Дата звільнення |
| ---------------------------- | ----------------------------------------------------------------------------------------------- | ------------ | --------------- |
| Садовський Вадим Іванович    | Селищний голова, 1963 року народження, освіта вища, безпартійний                                | 26.03.2006   | 31.10.2010      |
| Садовський Вадим Іванович    | Селищний голова, 1963 року народження, освіта вища, член Партії регіонів                        | 31.10.2010   |                 |
| Матюшина Ольга Володимирівна | Селищний голова, 1986 року народження, освіта вища, партія "Блок Петра Порошенко "Солідарність" |              |                 |
| Даніш Сергій Павлович        | Виконувач обов'язків селищного голови, 1980 року народження, член партії "Нові обличчя"         |              |                 |

Примітка: таблиця складена за даними джерела

### Депутати
За результатами місцевих виборів 2010 року депутатами ради стали:

#### За суб'єктами висування
| Суб'єкт висування | Кількість обраних депутатів | %    |
| ----------------- | --------------------------- | ---- |
| Самовисування     | 29                          | 96,7 |
| Партія регіонів   | 1                           | 3,3  |

#### За округами
| № округу        | Прізвище, ім'я, по батькові     | Дата визнання обраним | Освіта             | Партійна приналежність                        | Відомості про обраного депутата                                                      |
| --------------- | ------------------------------- | --------------------- | ------------------ | --------------------------------------------- | ------------------------------------------------------------------------------------ |
| Партія регіонів |                                 |                       |                    |                                               |                                                                                      |
| 13              | Рожанський Віктор Вячеславович  | 04.11.2010            | вища               | член Партії регіонів                          | приватний підприємець                                                                |
| Самовисування   |                                 |                       |                    |                                               |                                                                                      |
| 1               | Миколаєнко Юрій Іванович        | 04.11.2010            | вища               | член Народної партії                          | Шевченківська районна адміністрація м. Києва, перший заступник начальника управління |
| 2               | Бомба Петро Ярославович         | 04.11.2010            | вища               | позапартійний                                 | ТОВ «Білпромпостач», директор                                                        |
| 3               | Римаренко Ігор Васильович       | 04.11.2010            | вища               | член Всеукраїнського об'єднання «Батьківщина» | Академія праці та соціальних відносин, викладач                                      |
| 4               | Коваленко Костянтин Михайлович  | 04.11.2010            | вища               | позапартійний                                 | Державний ощадний банк України, заступник керуючого справами                         |
| 5               | Казіміров Вадим Іванович        | 04.11.2010            | вища               | позапартійний                                 | НВПР «КАЗІ-2», директор                                                              |
| 6               | Хвостенко Олександр Вікторович  | 04.11.2010            | вища               | позапартійний                                 | приватний підприємець                                                                |
| 7               | Концеба Василь Костянтинович    | 04.11.2010            | середня спеціальна | член Комуністичної партії України             | пенсіонер                                                                            |
| 8               | Мамчич Микола Якович            | 04.11.2010            | вища               | позапартійний                                 | ЗАТ «Білицький ДОК», головний інженер                                                |
| 9               | Магей Микола Васильович         | 04.11.2010            | вища               | позапартійний                                 | Державна екологічна інспекція України, інспектор                                     |
| 10              | Лизун Іван Миколайович          | 04.11.2010            | вища               | позапартійний                                 | приватний підприємець                                                                |
| 11              | Степаненко Антоніна Петрівна    | 04.11.2010            | середня спеціальна | член Всеукраїнського об'єднання «Батьківщина» | Коцюбинська лікарня, старша медична сестра                                           |
| 12              | Главацька Юлія Олександрівна    | 04.11.2010            | вища               | позапартійна                                  | Ірпінська міська рада, завідувачка сетором                                           |
| 14              | Чернікао Сергій Іванович        | 04.11.2010            | вища               | позапартійний                                 | тимчасово не працює                                                                  |
| 15              | Боримський Віктор Сергійович    | 04.11.2010            | вища               | член Партії регіонів                          | ТОВ «СПС», заступник директора                                                       |
| 16              | Майоренко Любов Іванівна        | 04.11.2010            | середня спеціальна | член Соціалістичної партії України            | Коцюбинска лікарня, старша медична сестра                                            |
| 17              | Чорногор Оксана Миколаївна      | 04.11.2010            | вища               | позапартійна                                  | пенсіонер                                                                            |
| 18              | Олійник Олексій Володимирович   | 04.11.2010            | вища               | позапартійний                                 | приватний підприємець                                                                |
| 19              | Євстєфєєв Владислав Миколайович | 04.11.2010            | вища               | позапартійний                                 | тимчасово не працює                                                                  |
| 20              | Ковтач Олександр Панасович      | 04.11.2010            | вища               | член Партії регіонів                          | Коцюбинська селищна рада, секретар ради                                              |
| 21              | Настенко Ганна Михайлівна       | 04.11.2010            | середня спеціальна | позапартійна                                  | пенсіонер                                                                            |
| 22              | Пегета Марія Іванівна           | 04.11.2010            | середня            | член Української Народної Партії              | пенсіонер                                                                            |
| 23              | Бігун Надія Аркадіївна          | 04.11.2010            | середня спеціальна | позапартійна                                  | Підприємство «Інтерлінкплюс», директор                                               |
| 24              | Ільницький Микола Тадейович     | 04.11.2010            | вища               | позапартійний                                 | Спасо-Преображенський Собор, настоятель                                              |
| 25              | Дзюба Євген Васильович          | 04.11.2010            | вища               | член Партії захисників Вітчизни               | пенсіонер                                                                            |
| 26              | Федорів Ірина Павлівна          | 04.11.2010            | вища               | позапартійна                                  | ЗАТ «Міжнародний медіацентр СТБ», керівник відділу                                   |
| 27              | Бєлов Сергій Вікторович         | 04.11.2010            | вища               | член Партії регіонів                          | ОСББ «Парком», голова правління                                                      |
| 28              | Салівонов Ярослав Михайлович    | 04.11.2010            | вища               | позапартійний                                 | приватний підприємець                                                                |
| 29              | Харченко Євгенія Валеріївна     | 04.11.2010            | вища               | позапартійна                                  | НМАУ ім Чайковського, провідний концертмейстер                                       |
| 30              | Ясінєв Сергій Іванович          | 04.11.2010            | середня спеціальна | позапартійний                                 | тимчасово не працює                                                                  |